# Liste der Kulturdenkmale in Hochkirch

Gemeindewappen

In der Liste der Kulturdenkmale in Hochkirch sind die Kulturdenkmale der sächsischen Gemeinde Hochkirch verzeichnet, die bis September 2024 vom Landesamt für Denkmalpflege Sachsen erfasst wurden (ohne archäologische Kulturdenkmale). Die Anmerkungen sind zu beachten.
Diese Liste ist eine Teilliste der Liste der Kulturdenkmale im Landkreis Bautzen.

## Hochkirch
| Bild                                    | Bezeichnung | Lage                                     | Datierung | Beschreibung | ID       |
| --------------------------------------- | --- | ---------------------------------------- | --- | --- | -------- |
| Direkt Bild zu diesem Denkmal hochladen | Wegestein | (Weggabelung Wuischke/Meschwitz) (Karte) | 19. Jahrhundert | Verkehrsgeschichtlich von Bedeutung, Granitsäule, kubischer Sockel und Kopf, Schaft mit abgefasten Kanten, Kopf mit flachpyramidalem Abschluss | 09251708 |
|                                         | Wegestein | (Abzweig nach Sornßig) (Karte)           | 19. Jahrhundert | Verkehrsgeschichtlich von Bedeutung, Wegweiser mit Markierung | 09251707 |
|                                         | Wohnhaus (Umgebinde) | August-Bebel-Platz 2 (Karte)             | Um 1800/1820 | Obergeschoss Fachwerk verbrettert, baugeschichtlich von Bedeutung, Bezeichnung 1857 im Giebelschild (Umbau) | 09251540 |
|                                         | Auszugshaus und östliche Scheune eines Gehöfts | August-Bebel-Platz 5 (Karte)             | Um 1800/1820 (Auszugshaus); 2. Hälfte 19. Jahrhundert (Scheune)                                                                | Auszugshaus Obergeschoss Fachwerk, Scheune massiv mit Korbbogentor, baugeschichtlich und sozialgeschichtlich von Bedeutung, Auszugshaus originaler Türstock, Krüppelwalmdach | 09251533 |
|                                         | Straßenpflaster entlang der Blutgasse | Blutgasse (Karte)                        | 19. Jahrhundert | Historisches Kopfsteinpflaster aus Granit, entlang der Kirchhofsmauer Wasserrinne mit kleineren Pflastersteinen, die Blutgasse hat ihren Namen nach der Schlacht bei Hochkirch am 14. Oktober 1758 erhalten, ortsgeschichtlich und im Zusammenhang mit Kirche und Kirchhof ortsbildprägend von Bedeutung | 09304393 |
| Weitere Bilder                          | Kirche und Kirchhof, nördliches Torhaus mit Anbau (Kirchweg 2), umfassende Einfriedungsmauer mit südlichem Torbogen, Denkmal für die Gefallenen des Zweiten Weltkrieges und des dt.–frz. Krieges, zwei Obelisken zur Erinnerung an die Schlacht bei Hochkirch 1758, drei Grabmale, eine Grabanlage sowie Lehnsche Gruft an der Kirche | Blutgasse 1 (Kirchweg 2) (Karte)         | 1717–1720 (Kirche); 1750 (Turm); 17. Jahrhundert (Lehnsche Gruft); 1. Hälfte 19. Jahrhundert (Grabmal); nach 1890 (Grabanlage) | Barocke Saalkirche mit Turm im Osten, Putzbau mit hohen Rundbogenfenstern, zweigeschossige Logenanbauten an der Süd- und der Nordseite, dreigeschossige Vorhalle im Westen, baugeschichtlich, ortsgeschichtlich und künstlerisch von Bedeutung. Kirchentür mit Einschüssen, handgeschmiedetes Turmuhrwerk in der Kirche, Keith-Denkmal im Kircheninnern, Taufstein aus dem 13. Jahrhundert, bis November 2011 irrtümlich unter Kirchweg 4 erfasst. Denkmale auf dem Kirchhof: - Zwei Obelisken (Schlacht bei Hochkirch 1758), um 1900 - Obelisk für die Gefallenen von 1870/71 - Lehnsche Gruft an der Südseite der Kirche: Erker auf toskanischen Säulen, mit Blumen und Rankengehängen reich geschmückt, in seitlichen Nischen zwei allegorische Figuren (17. Jahrhundert) - Grabanlage der Familie von Salza und Lichtenau mit Einfriedung, nach 1890 - Grabmal Auguste ?, Sandstein, 1. Hälfte 19. Jahrhundert - Grabmal Andreas Nutschan (?), Sandstein, 1. Hälfte 19. Jahrhundert - Sandsteingrabmal mit Kreuz und Tuch, Inschrift verwittert, 1. Hälfte 19. Jahrhundert | 09251706 |
| Direkt Bild zu diesem Denkmal hochladen | Wohnhaus, Durchfahrtsscheune und zwei seitliche Torbögen eines Zweiseithofes | Diesterwegstraße 12 (Karte)              | Bezeichnet mit 1790 | Geschlossenes Anwesen, Putzbauten mit Krüppelwalmdach, baugeschichtlich und ortsbildprägend von Bedeutung | 09251551 |
|                                         | Wohnhaus mit Anbau | Friedrich-Engels-Straße 1 (Karte)        | Um 1820 | Obergeschoss Fachwerk verbrettert, mit Kanonenkugel, baugeschichtlich von Bedeutung | 09251553 |
|                                         | Gerichtskretscham; Gasthaus | Karl-Marx-Straße 3 (Karte)               | Um 1870 | Putzbau mit Krüppelwalmdach, baugeschichtlich und ortsgeschichtlich von Bedeutung | 09251630 |
|                                         | Wohnhaus | Karl-Marx-Straße 5 (Karte)               | Bezeichnet mit 1804 | Putzbau mit späterem Ladeneinbau, Tafel über dem Eingang mit Wettinerzeichen, baugeschichtlich von Bedeutung, Granitportal | 09251556 |
|                                         | Gasthof mit nördlichem Saalanbau | Karl-Marx-Straße 16, 17 (Karte)          | Um 1870/1880 | Breit gelagerter Putzbau, (links die Nummer 16) mit Rundbogenfenstern im Obergeschoss, mit Saalanbau nach hinten, baugeschichtlich und ortsgeschichtlich von Bedeutung, stand bis 2001 irrtümlich ohne Hausnummerangabe in der Denkmalliste | 09251557 |
| Direkt Bild zu diesem Denkmal hochladen | Wohnhaus mit Werkstatt | Karl-Marx-Straße 18 (Karte)              | Um 1800 | Eventuell Schmiede oder Stellmacherei, bau- und ortsgeschichtlich von Bedeutung | 09275372 |
|                                         | Gasthof „Alter Fritz“ mit Nebengebäude und Scheune | Karl-Marx-Straße 19 (Karte)              | Bezeichnet mit 1814 (Gasthof); 1. Hälfte 19. Jahrhundert (Nebengebäude und Scheune)                                            | Baugeschichtlich, ortsgeschichtlich und straßenbildprägend von Bedeutung, Gasthof bestehend aus zwei Gebäudeteilen | 09251558 |
| Weitere Bilder                          | Kirche und Kirchhof, nördliches Torhaus mit Anbau (Kirchweg 2), umfassende Einfriedungsmauer mit südlichem Torbogen, Denkmal für die Gefallenen des Zweiten Weltkrieges und des dt.–frz. Krieges, zwei Obelisken zur Erinnerung an die Schlacht bei Hochkirch 1758, drei Grabmale, eine Grabanlage sowie Lehnsche Gruft an der Kirche | Kirchweg 2 (Karte)                       | 1717–1720 (Kirche); 1750 (Turm); 17. Jahrhundert (Lehnsche Gruft); 1. Hälfte 19. Jahrhundert (Grabmal); nach 1890 (Grabanlage) | Barocke Saalkirche mit Turm im Osten, Putzbau mit hohen Rundbogenfenstern, zweigeschossige Logenanbauten an der Süd- und der Nordseite, dreigeschossige Vorhalle im Westen, baugeschichtlich, ortsgeschichtlich und künstlerisch von Bedeutung, ausführlich unter Blutgasse 1 | 09251706 |
|                                         | Pfarrhof mit Pfarrhaus, Kirchgemeindehaus und Scheune, dazu originale Zaunsäulen aus Granit und Einfriedungsmauer | Kirchweg 4, 5 (Karte)                    | 1758 (Wiederaufbau); bezeichnet mit 1764 (Pfarrhaus)                                                                           | Pfarrhaus nach der Schlacht bei Hochkirch 1758 abgebrannt und barock wieder aufgebaut, Gemeindehaus mit Arkaden, ortsgeschichtlich und baugeschichtlich von Bedeutung, mit Mansarddach | 09251543 |
| Direkt Bild zu diesem Denkmal hochladen | Gasthof „Zum Schlüssel“ (ehemalige Ausspanne) | Schlüssel 1 (Karte)                      | Bezeichnet mit 1814 | Baugeschichtlich und ortsgeschichtlich von Bedeutung, eingeschossiger, lang gestreckter Bau mit originalem Türportal, darüber halbrunde Bekrönung, darin Schlüssel, Eingangstür mit Oberlicht, Dach über Eingangstür gewölbt, Mansarddach | 09251737 |
|                                         | Wohnhaus und im Winkel angebaute Scheune | Schulstraße 4 (Karte)                    | Um 1800 | Wohnhaus Obergeschoss Fachwerk, baugeschichtlich und ortsbildprägend von Bedeutung, originaler Pumpenstein | 09251544 |
|                                         | Torhaus des Friedhofs | Zum Sportplatz (Karte)                   | Um 1880/1890 | Im Rundbogenstil des ausgehenden 19. Jahrhunderts errichtet, baugeschichtlich und straßenbildprägend von Bedeutung, Putzgliederung, in neoromanischem Stil (Fenster/Rundfenster), Eckbekrönungen | 09251534 |

## Breitendorf
| Bild                                    | Bezeichnung | Lage                         | Datierung | Beschreibung | ID       |
| --------------------------------------- | --- | ---------------------------- | --- | --- | -------- |
| Direkt Bild zu diesem Denkmal hochladen | Nordöstliches Wohnstallhaus, südöstliches Seitengebäude mit Kumthalle, südwestliche Scheune und nordwestliches Seitengebäude eines Vierseithofes sowie Torbogen an nordöstlicher Hofecke | Am Klunker 7 (Karte)         | 2. Hälfte 19. Jahrhundert (Wohnstallhaus, westliches Seitengebäude und Scheune); um 1800 (südöstliches Seitengebäude) | Baugeschichtlich und wirtschaftsgeschichtlich von Bedeutung. - Nordöstliches Wohnstallhaus: zweigeschossiger Putzbau mit vier zu neun Achsen, im Giebel zwei Rundbogenfenster, feldseitig zweiachsiger Anbau, Drempel, Natursteingewände, Krüppelwalmdach - Nordwestliches Seitengebäude: zweigeschossiger verputzter Bruchsteinbau mit Drempel und Satteldach, Giebelseite drei Achsen, im Giebel zwei Rundbogenfenster und ein kleines halbes Rundfenster, hofseitig zwei Holztore - Winklig angebaute (südwestliche) Scheune: breit gelagerter verputzter Bruchsteinbau, Gurtgesims, Drempelzone mit wechselweise Lüftungslöchern und Rechteckfenstern, Satteldach - Südöstliches Seitengebäude mit Kumthalle: verputzter Bruchsteinbau mit großem Rundbogentor, zweijochige Kumthalle, Krüppelwalmdach mit zwei feldseitigen Fledermausgaupen, | 09304342 |
| Direkt Bild zu diesem Denkmal hochladen | Südwestliches Wohnstallhaus, westliches Seitengebäude mit Oberlaube und nördliche Scheune eines Vierseithofes                                                                            | Bahnhofstraße 11 (Karte)     | 2. Hälfte 19. Jahrhundert (Wohnstallhaus); 1785 und später (Oberlaube); bezeichnet mit 1860 (Scheune)                 | Baugeschichtlich und wirtschaftsgeschichtlich von Bedeutung. - Westliches Seitengebäude eingekürzt (Teilabbruch), mit Oberlaube, Fachwerk im Obergeschoss, doppelte Biberschwanzdeckung, Bruchsteinmauerwerk - Wohnstallhaus: im Stallbereich Hechtfenster, Wohnteil mit Krüppelwalmdach - Scheune (bezeichnet mit 1860): Bruchsteinmauerwerk (Inschrift: „Erbaut mit Gott durch Andr. Lehmann“) | 09251520 |
| Direkt Bild zu diesem Denkmal hochladen | Wohnhaus einer Gartennahrung | Bergstraße 7 (Karte)         | Nach 1800 | Obergeschoss Fachwerk, straßenseitig verbrettert, Hofseite Sichtfachwerk, Taubenschlag, Natursteingewände, Satteldach, baugeschichtlich von Bedeutung | 09304343 |
| Direkt Bild zu diesem Denkmal hochladen | Südliches Wohnhaus sowie nördliche und westliche Scheune eines Vierseithofes | Bergstraße 14 (Karte)        | 2. Hälfte 19. Jahrhundert                                                                                             | Wohnstallhaus verputzter Massivbau mit übergiebeltem Mittelrisalit und Drempel, Satteldach, Scheunen Bruchsteinmauerwerk, große korbbogige Toröffnungen, Drempelzone, Satteldächer, baugeschichtlich und wirtschaftsgeschichtlich von Bedeutung | 09251519 |
| Direkt Bild zu diesem Denkmal hochladen | Steinreste einer alten Brücke | Hauptstraße 4 (bei) (Karte)  | Bezeichnet mit 1818                                                                                                   | Bezeichnet mit 1818 und 1949, Bestandteil der alten Ortsstruktur, kulturgeschichtlich von Bedeutung | 09251527 |
| Direkt Bild zu diesem Denkmal hochladen | Steindeckerbrücke | Hauptstraße 4a (vor) (Karte) | Um 1870 | Aus sechs Steinen bestehend, Bestandteil der alten Ortsstruktur, kulturgeschichtlich von Bedeutung | 09251526 |

## Jauernick
| Bild | Bezeichnung | Lage                         | Datierung                                                                      | Beschreibung | ID       |
| ---- | --- | ---------------------------- | ------------------------------------------------------------------------------ | --- | -------- |
|      | Herrenhaus (Nr. 4), zweiflügeliges Wirtschaftsgebäude mit Wohn- und Scheunenteil (Nr. 2), nördliches Wirtschaftsgebäude (Nr. 7) und südliche Villa (Nr. 1) des ehemaligen Rittergutes sowie Gutspark und Teich | Jauernick 1, 2, 4, 7 (Karte) | 1. Hälfte 19. Jahrhundert (Herrenhaus und Wirtschaftsgebäude); um 1910 (Villa) | Herrenhaus schlichter Putzbau mit übergiebeltem Mittelrisalit und Freitreppe, Villa barockisierender Putzbau mit Mansarddach und Reformstilelementen der Zeit um 1910, baugeschichtlich, ortsgeschichtlich und landschaftsgestaltend von Bedeutung. Die Villa wurde später in das Gutsparkgelände gebaut. Zweiflügeliges Wirtschaftsgebäude mit Wohn- und Scheunenteil: Wohnteil mit Dachgaupen. Herrenhaus mit zweiläufiger Freitreppe, mit Mittelrisalit (wahrscheinlich ehemals mit Dreiecksgiebel versehen), im Giebel zwei Wappenkartuschen. Schloss (Nummer 1) stattlicher zweigeschossiger Putzbau mit Bruchsteinsockel und hohem Mansardwalmdach mit Zwerchhäusern, offener Eingangsvorhalle und Vorbauten mit Altan, um 1910. | 09251671 |

## Kohlwesa
| Bild                                    | Bezeichnung | Lage                      | Datierung                                                                                             | Beschreibung | ID       |
| --------------------------------------- | --- | ------------------------- | --- | --- | -------- |
|                                         | Mord- und Sühnekreuz | (Flurstück 153/1) (Karte) | Spätmittelalter                                                                                       | Ortsgeschichtlich von Bedeutung | 09251714 |
| Direkt Bild zu diesem Denkmal hochladen | Gerichtskretscham; Südwestliche Scheune über C-förmigem Grundriss, mittig gelegenes Wohnstallhaus, nordwestliche Scheune und nördliches Seitengebäude eines Bauernhofes sowie straßenbegleitende Einfriedungsmauer vor dem nördlichen Seitengebäude | Kohlwesa 2 (Karte)        | 1. Hälfte 19. Jahrhundert (Wohnstallhaus und Scheune); um 1900 (Seitengebäude); um 1880 (Dreiseithof) | Baugeschichtlich, ortsgeschichtlich und wirtschaftsgeschichtlich von Bedeutung. - Wohnstallhaus: mit getrepptem Giebel, Portal, Putzgliederung - Scheune: mit zwei großen Toren und Scheunenanbau (im Winkel, Obergeschoss verbrettert), rundbogiges Granitportal                                     | 09251667 |
| Direkt Bild zu diesem Denkmal hochladen | Wohnstallhaus und Scheune | Kohlwesa 6 (Karte)        | 1. Hälfte 19. Jahrhundert                                                                             | Wohnstallhaus Obergeschoss Fachwerk, zum Teil verbrettert, baugeschichtlich und wirtschaftsgeschichtlich von Bedeutung, ein zweites Wohnstallhaus Ruine | 09251654 |
| Direkt Bild zu diesem Denkmal hochladen | Wohnstallhaus mit Oberlaube und Brunnenstube | Kohlwesa 7 (Karte)        | Um 1830 (Wohnstallhaus); 17. Jahrhundert (Brunnenstube)                                               | Baugeschichtlich von Bedeutung. - Wohnhaus: Obergeschoss Fachwerk, teils verbrettert, teils verputzt, mit Oberlaube, mit originalen Wendesäulen, originales Tor, Krüppelwalmdach - Brunnenstube seitlich davor vermutlich 17. Jahrhundert                                                             | 09251657 |
| Direkt Bild zu diesem Denkmal hochladen | Wohnstallhaus | Kohlwesa 8 (Karte)        | Um 1830                                                                                               | Obergeschoss Fachwerk, Krüppelwalmdach, baugeschichtlich von Bedeutung | 09251656 |
| Direkt Bild zu diesem Denkmal hochladen | Östlicher Teil des Wohnstallhauses (ehemaliges Umgebindehaus) mit Oberlaube sowie südliches Seitengebäude | Kohlwesa 9 (Karte)        | Um 1660                                                                                               | Beide Gebäude Obergeschoss Fachwerk, baugeschichtlich und sozialgeschichtlich von Bedeutung. - Ehemaliges Umgebindehaus: Langständerbauweise, mit Oberlaube, Fachwerk mit Andreaskreuzen - Umgebindewohnstallhaus: Erdgeschoss Umgebinde, im Kern vermutlich um 1660                                  | 09251655 |
| Direkt Bild zu diesem Denkmal hochladen | Wohnstallhaus | Kohlwesa 18 (Karte)       | 1. Hälfte 19. Jahrhundert                                                                             | Obergeschoss Fachwerk verbrettert, Bestandteil des alten Ortsbildes und baugeschichtlich von Bedeutung, Erdgeschoss mit Veränderungen | 09251403 |
| Direkt Bild zu diesem Denkmal hochladen | Wohnstallhaus (ehemaliges Umgebindehaus) eines Vierseithofes | Kohlwesa 21 (Karte)       | Bezeichnet mit 1848                                                                                   | Baugeschichtlich von Bedeutung, Obergeschoss Fachwerk, Umgebinde entfernt, sächsische Ofen-Wappen-Platte, Fledermausgaupen | 09251658 |
| Direkt Bild zu diesem Denkmal hochladen | Wohnstallhaus | Kohlwesa 22 (Karte)       | Um 1850                                                                                               | Obergeschoss Fachwerk verbrettert, baugeschichtlich von Bedeutung | 09251660 |
| Direkt Bild zu diesem Denkmal hochladen | Scheune eines Dreiseithofes | Kohlwesa 23 (Karte)       | 19. Jahrhundert                                                                                       | Straßenbildprägend und baugeschichtlich von Bedeutung, massive Bruchsteinscheune mit Durchfahrt und einem weiteren Holztor, Satteldach | 09300774 |
| Weitere Bilder                          | Obermühle; Klarmühle; Klarsche Mühle; Südliches Auszugshaus mit angebautem Seitengebäude und zwei nördliche, im Winkel zueinander stehende Scheunen eines Mühlenanwesens                                                                            | Kohlwesa 26 (Karte)       | Um 1850                                                                                               | Auszugshaus Obergeschoss Fachwerk, Natursteingewände, Satteldach mit Fledermausgaupe, Seitengebäude massiv, Scheunen verputzte Bruchsteinbauten, baugeschichtlich, ortsgeschichtlich und technikgeschichtlich von Bedeutung. Wohnhaus Obergeschoss Fachwerk verbrettert, mit Korbbogenportal Abbruch. | 09251665 |
| Weitere Bilder                          | Niedermühle; Nördliches Wohnmühlenhaus mit Mühlentechnik und südwestliche Scheune eines Mühlenanwesens | Kohlwesa 29 (Karte)       | Um 1850 (Mühle); 1. Hälfte 19. Jahrhundert (Scheune)                                                  | Wohnmühlenhaus dreigeschossiger Bruchsteinbau mit Satteldach, Scheune verputzter Bruchsteinbau mit Krüppelwalmdach, baugeschichtlich, ortsgeschichtlich und technikgeschichtlich von Bedeutung | 09304344 |

## Kuppritz
| Bild                                    | Bezeichnung                                                                                            | Lage                                              | Datierung | Beschreibung | ID       |
| --------------------------------------- | --- | ------------------------------------------------- | --- | --- | -------- |
| Direkt Bild zu diesem Denkmal hochladen | Wegestein                                                                                              | Kuppritz (Weggabelung Hochkirch/Kohlwesa) (Karte) | 19. Jahrhundert                                                                                              | Verkehrsgeschichtlich von Bedeutung, Granitsäule mit flachpyramidalem Abschluss, Vertiefungen an den Seitenflächen dienten möglicherweise als Steckschlitze für hölzerne Wegweiserarme (Armsäule) | 09251719 |
| Direkt Bild zu diesem Denkmal hochladen | Wohnhaus                                                                                               | Kuppritz 6 (Karte)                                | Um 1850 | Obergeschoss Fachwerk verbrettert, baugeschichtlich von Bedeutung | 09251650 |
| Direkt Bild zu diesem Denkmal hochladen | Wohnstallhaus                                                                                          | Kuppritz 15 (Karte)                               | Um 1830 | Obergeschoss Fachwerk, baugeschichtlich von Bedeutung | 09251651 |
| Direkt Bild zu diesem Denkmal hochladen | Wohnstallhaus und Scheune eines Zweiseithofes                                                          | Kuppritz 17 (Karte)                               | Um 1850 | Wohnstallhaus verputzter Bruchsteinbau, Natursteingewände, Satteldach mit zwei hofseitigen Fledermausgaupen, Scheune Bruchstein verputzt, baugeschichtlich und wirtschaftsgeschichtlich von Bedeutung | 09251644 |
|                                         | Wegestein                                                                                              | Kuppritz 17 (vor) (Karte)                         | 19. Jahrhundert                                                                                              | Verkehrsgeschichtlich von Bedeutung, Wegweiser „Pommritz“, Granitstein mit rechteckigem Querschnitt und flachpyramidalem Abschluss, auf dem Grundstück Schulze befindlich | 09251673 |
| Direkt Bild zu diesem Denkmal hochladen | Wohnstallhaus und Scheune eines Zweiseithofes                                                          | Kuppritz 18 (Karte)                               | Bezeichnet mit 1858                                                                                          | Wohnstallhaus verputzter Bruchsteinbau mit zwei Rundbogenfenstern im Giebel, Natursteingewände, Krüppelwalmdach mit zwei hofseitigen Fledermausgaupen, Scheune verputzter Bruchstein, zwei große Rundbogentore, Krüppelwalmdach mit zwei hofseitigen Fledermausgaupen, baugeschichtlich und wirtschaftsgeschichtlich von Bedeutung | 09251645 |
|                                         | Rittergut und Gutspark Kuppritz (Sachgesamtheit)                                                       | Kuppritz 19, 19a, 20, 21, 24 (Karte)              | 18./19. Jahrhundert (Rittergut); 16./17. Jahrhundert (Gutspark); 18. Jahrhundert, 1937/1938 (Umbau Gutspark) | Sachgesamtheit des Rittergutes mit folgenden Einzeldenkmalen: Schloss (Nr. 21), nordöstliches Gutsverwalterhaus mit zum Wohnhaus umgebauter Scheune (Nr. 20), westliches Wirtschaftsgebäude (Nr. 19, 19a), südwestliches Wirtschaftsgebäude über winkligem Grundriss (ohne Nr.) und Einfriedungsmauer und Toreinfahrt (siehe Obj. 09303039 unter gleicher Anschrift), Parkanlage mit altem Baumbestand (Gartendenkmal) sowie Steinbänke im Park und Brauerei- und Brennereigebäude als Sachgesamtheitsteile; baugeschichtlich und ortsgeschichtlich von Bedeutung. Schlossgebäude mit Glockenturm, Park als lang gestreckte Anlage im Tal mit historischen Baum- und Gehölzpflanzungen (Rhododendren) und herkömmlichen Steinbänken. | 09251648 |
| Direkt Bild zu diesem Denkmal hochladen | Westliches Wirtschaftsgebäude (Einzeldenkmal zu ID-Nr. 09251648)                                       | Kuppritz 19, 19a (Karte)                          | 1. Hälfte 19. Jahrhundert                                                                                    | Einzeldenkmal der Sachgesamtheit Rittergut und Gutspark Kuppritz; Baugeschichtliche und ortsgeschichtliche Bedeutung | 09303039 |
| Direkt Bild zu diesem Denkmal hochladen | Nordöstliches Gutsverwalterhaus mit zum Wohnhaus umgebauter Scheune (Einzeldenkmal zu ID-Nr. 09251648) | Kuppritz 20 (Karte)                               | 1. Hälfte 19. Jahrhundert                                                                                    | Einzeldenkmal der Sachgesamtheit Rittergut und Gutspark Kuppritz; Baugeschichtliche und ortsgeschichtliche Bedeutung | 09303039 |
| Direkt Bild zu diesem Denkmal hochladen | Schloss (Einzeldenkmal zu ID-Nr. 09251648)                                                             | Kuppritz 21 (Karte)                               | Bezeichnet mit 1773                                                                                          | Einzeldenkmal der Sachgesamtheit Rittergut und Gutspark Kuppritz; Baugeschichtliche und ortsgeschichtliche Bedeutung, Schlossgebäude mit Glockenturm | 09303039 |
| Direkt Bild zu diesem Denkmal hochladen | Südwestliches Wirtschaftsgebäude über winkligem Grundriss, ohne Nr. (Einzeldenkmal zu ID-Nr. 09251648) | Kuppritz (Karte)                                  | 1. Hälfte 19. Jahrhundert                                                                                    | Einzeldenkmal der Sachgesamtheit Rittergut und Gutspark Kuppritz; Baugeschichtliche und ortsgeschichtliche Bedeutung | 09303039 |
| Direkt Bild zu diesem Denkmal hochladen | Einfriedungsmauer und Toreinfahrt (Einzeldenkmal zu ID-Nr. 09251648)                                   | Kuppritz 19, 19a, 20, 21 (Karte)                  | | Einzeldenkmal der Sachgesamtheit Rittergut und Gutspark Kuppritz; Baugeschichtliche und ortsgeschichtliche Bedeutung | 09303039 |
| Weitere Bilder                          | Ölmühle Kuppritz; Wohnmühlenhaus, Scheune und Seitengebäude eines Mühlenanwesens                       | Kuppritz 26 (Karte)                               | Bezeichnet mit 1802                                                                                          | Ölmühle, verputzte Bruchsteinbauten, Wohnmühlenhaus mit Drempel und Krüppelwalmdach, baugeschichtlich, ortsgeschichtlich und technikgeschichtlich von Bedeutung, Wohnmühlenhaus barockes Portal auf der Parkseite (bezeichnet mit 1802), Technik zum Teil vorhanden, seit 1574 urkundlich erwähnt, bis 1945 in Betrieb | 09251646 |

## Lehn
| Bild                                    | Bezeichnung                                                      | Lage                      | Datierung                                       | Beschreibung | ID       |
| --------------------------------------- | ---------------------------------------------------------------- | ------------------------- | ----------------------------------------------- | --- | -------- |
|                                         | Wohnstallhaus (Umgebinde) eines Zweiseithofes                    | Lehn 5 (Karte)            | 2. Hälfte 19. Jahrhundert                       | Obergeschoss Fachwerk, baugeschichtlich von Bedeutung, Erdgeschoss links 2/2/2 Joche Umgebinde | 09251641 |
| Direkt Bild zu diesem Denkmal hochladen | Wohnhaus                                                         | Lehn 6 (Karte)            | Um 1850                                         | Obergeschoss Fachwerk, mit Kunstschiefer verschiefert, baugeschichtlich von Bedeutung | 09251643 |
| Direkt Bild zu diesem Denkmal hochladen | Wohnstallhaus                                                    | Lehn 25 (Karte)           | Um 1850                                         | Obergeschoss Fachwerk, baugeschichtlich von Bedeutung, Schöpfbrunnen aus Granitstein, Dachhecht | 09251640 |
| Weitere Bilder                          | Gutshof und Gutspark Lehn (Sachgesamtheit)                       | Lehn 28, 28a, 28b (Karte) | 17./18. Jahrhundert (Gut); nach 1730 (Gutspark) | Sachgesamtheit Gutshof Lehn mit folgenden Einzeldenkmalen: Herrenhaus, nördliches, westliches und südliches Wirtschaftsgebäude (Stallungen), Einfriedungsmauer, zwei Toreinfahrten und Brücke im Park (siehe Obj. 09251638 unter gleicher Anschrift) sowie Gutspark mit Teich (Gartendenkmal), baugeschichtlich und ortsgeschichtlich von Bedeutung. Zweigeschossiges verputztes Haupthaus von 1729, Segmentbogenportal mit Freitreppe, das hohe Mansardwalmdach mit Hechtgaupe vermutlich im 19. Jahrhundert verändert. Weitläufig angelegte Stall- und Wirtschaftsgebäude mit Satteldächern, auf einem ein schöner Dachreiter, 19. Jahrhundert. | 09303527 |
|                                         | Herrenhaus (Einzeldenkmal zu ID-Nr. 09303527)                    | Lehn 28 (Karte)           | 1729                                            | Einzeldenkmal der Sachgesamtheit Gutshof und Gutspark Lehn; baugeschichtlich und ortsgeschichtlich von Bedeutung, Herrenhaus mit Freitreppe zum Garten und originaler Tür | 09251638 |
| Direkt Bild zu diesem Denkmal hochladen | Nördliches Wirtschaftsgebäude (Einzeldenkmal zu ID-Nr. 09303527) | Lehn 28a (Karte)          | Um 1900                                         | Einzeldenkmal der Sachgesamtheit Gutshof und Gutspark Lehn; baugeschichtlich und ortsgeschichtlich von Bedeutung, Stallungen nach drei Seiten | 09251638 |
| Direkt Bild zu diesem Denkmal hochladen | Westliches Wirtschaftsgebäude (Einzeldenkmal zu ID-Nr. 09303527) | Lehn 28, 28a, 28b (Karte) | Um 1900                                         | Einzeldenkmal der Sachgesamtheit Gutshof und Gutspark Lehn; baugeschichtlich und ortsgeschichtlich von Bedeutung, Stallungen nach drei Seiten | 09251638 |
|                                         | Südliches Wirtschaftsgebäude (Einzeldenkmal zu ID-Nr. 09303527)  | Lehn 28b (Karte)          | Um 1900                                         | Einzeldenkmal der Sachgesamtheit Gutshof und Gutspark Lehn; baugeschichtlich und ortsgeschichtlich von Bedeutung, Stallungen nach drei Seiten, auf Südflügel Türmchen | 09251638 |
|                                         | Einfriedungsmauer (Einzeldenkmal zu ID-Nr. 09303527)             | Lehn 28, 28a, 28b (Karte) |                                                 | Einzeldenkmal der Sachgesamtheit Gutshof und Gutspark Lehn; baugeschichtlich und ortsgeschichtlich von Bedeutung | 09251638 |
|                                         | Zwei Toreinfahrten (Einzeldenkmal zu ID-Nr. 09303527)            | Lehn 28, 28a, 28b (Karte) |                                                 | Einzeldenkmal der Sachgesamtheit Gutshof und Gutspark Lehn; baugeschichtlich und ortsgeschichtlich von Bedeutung | 09251638 |
|                                         | Brücke im Park (Einzeldenkmal zu ID-Nr. 09303527)                | Lehn 28, 28a, 28b (Karte) | 18. Jahrhundert                                 | Einzeldenkmal der Sachgesamtheit Gutshof und Gutspark Lehn; baugeschichtlich und ortsgeschichtlich von Bedeutung | 09251638 |

## Meschwitz
| Bild                                    | Bezeichnung | Lage                                                   | Datierung | Beschreibung | ID       |
| --------------------------------------- | --- | ------------------------------------------------------ | --- | --- | -------- |
|                                         | Lutherdenkmal mit Einfriedung und Linde | Meschwitz (beim Feuerwehrhaus) (Karte)                 | Bezeichnet mit 1883 | Geschichtlich von Bedeutung | 09251616 |
|                                         | Wegestein | Meschwitz (Ecke S 110) (Karte)                         | 19. Jahrhundert | Verkehrsgeschichtlich von Bedeutung, steinerner Wegweiser mit Markierung | 09251624 |
| Direkt Bild zu diesem Denkmal hochladen | Wegestein | Meschwitz (Ecke S 110) (Karte)                         | 19. Jahrhundert | Verkehrsgeschichtlich von Bedeutung, steinerner Wegweiser mit Markierung | 09251623 |
| Direkt Bild zu diesem Denkmal hochladen | Wegestein | Meschwitz (Ecke K 7235) (Karte)                        | 19. Jahrhundert | Verkehrsgeschichtlich von Bedeutung, steinerner Wegweiser | 09251621 |
|                                         | Vier Steindeckerbrücken im Ort | Meschwitz (Flurstücke 24, 33, 59, 61/11, 62/1) (Karte) | Bezeichnet mit 1702 (Steindeckerbrücke); 19. Jahrhundert (zwei Steindeckerbrücken); bezeichnet mit 1878 (Steindeckerbrücke) | Ortsbildprägend und baugeschichtlich von Bedeutung. - Steindeckerbrücke (Flurstücke 24, 33): bestehend aus fünf längsrechteckigen Granitplatten, über das Wuischker Wasser führend - Steindeckerbrücke (Flurstück 59): bestehend aus vier längsrechteckigen Granitplatten, bezeichnet mit 1878, über das Babowa-Wasser führend - Steindeckerbrücke (Flurstück 61/11): bestehend aus einer großen unregelmäßigen Granitplatte, bezeichnet mit 1702, über das Babowa-Wasser führend - Steindeckerbrücke (Flurstück 62/1): bestehend aus fünf längsrechteckigen Granitplatten, über das Babowa-Wasser führend | 09251619 |
| Weitere Bilder                          | Wohnhaus, Seitengebäude und Mühlgraben eines Mühlenanwesens                                                                                     | Meschwitz 1 (Karte)                                    | Bezeichnet mit 1831 (Mühle); 18. Jahrhundert (Mühlgraben)                                                                   | Wohnhaus Putzbau mit Krüppelwalmdeckung, Seitengebäude Obergeschoss Fachwerk, Satteldach, baugeschichtlich und ortsgeschichtlich von Bedeutung, Granittürstock, Mühlgraben aus dem 18. Jahrhundert, Wassermühle, war auch Sägemühle, seit 1534 Mühlenanwesen | 09251596 |
| Direkt Bild zu diesem Denkmal hochladen | Wohnhaus (Umgebinde) mit Oberlaube und Scheune                                                                                                  | Meschwitz 5 (Karte)                                    | Vor 1730 | Wohnhaus Obergeschoss Fachwerk, Scheune teils massiv, teils Fachwerk (Langständer), baugeschichtlich und hausgeschichtlich von Bedeutung, Langständerrest, Umgebindeteil, mit Oberlaube, Langständerscheune, Sonnengiebel, Haus 2011 äußerst desolat | 09251597 |
|                                         | Wohnhaus (Umgebinde) und Einfriedung | Meschwitz 7a (Karte)                                   | Bezeichnet mit 1829 (Bauernhaus); bezeichnet mit 1863 (Schornstein)                                                         | Obergeschoss Fachwerk, Lehmschornstein (bezeichnet mit 1863), originale Schwarze Küche, Ständerblockstube, baugeschichtlich von Bedeutung | 09251598 |
| Direkt Bild zu diesem Denkmal hochladen | Gedenkstein an die Hungersnot 1772 | Meschwitz 7a (vor) (Karte)                             | 19. Jahrhundert | Ortsgeschichtlich von Bedeutung | 09251617 |
| Direkt Bild zu diesem Denkmal hochladen | Wohnstallhaus mit Oberlaube eines Gehöfts | Meschwitz 7b (Karte)                                   | Vor 1800 | Obergeschoss Fachwerk, baugeschichtlich und hausgeschichtlich von Bedeutung, Stallteil älter | 09251599 |
|                                         | Wohnhaus und winklige Scheune eines Gehöfts | Meschwitz 17 (Karte)                                   | Bezeichnet mit 1789 (Bauernhaus); bezeichnet mit 1891 (Scheune)                                                             | Wohnhaus Obergeschoss Fachwerk, Scheune Bruchstein, baugeschichtlich und wirtschaftsgeschichtlich von Bedeutung, vermauerte Blockstube, Dachüberstand, Granittürstock (bezeichnet mit 1825), Scheune von 1891/1917 | 09251601 |
|                                         | Südliches Wohnstallhaus, nördliches Seitengebäude und westliche Scheune eines Dreiseithofes                                                     | Meschwitz 18a (Karte)                                  | Bezeichnet mit 1784 (Wohnstallhaus); 1. Hälfte 19. Jahrhundert (Seitengebäude und Scheune)                                  | Wohnstallhaus Obergeschoss Fachwerk, Seitengebäude und Scheune teilweise verputzte Bruchsteinbauten, baugeschichtlich und wirtschaftsgeschichtlich von Bedeutung, im Stallteil Kreuzgewölbe mit Granitsäulen | 09251602 |
|                                         | Wohnstallhaus eines Kretschams | Meschwitz 19 (Karte)                                   | Mitte 19. Jahrhundert | Unverputzter Bruchsteinbau mit Drempel und Satteldach, baugeschichtlich und ortsgeschichtlich von Bedeutung. - Wohnstallhaus: mit Scheunenteil, zweigeschossig mit Drempelgeschoss, im Giebel Zwillingsfenster und Okulus, Bruchsteinmauerwerk, Granitgewände, Kretscham abgerissen - Scheune: erweitert, Fassade bezeichnet, Streichung 2013, nach Umbau kein Denkmalwert mehr vorhanden | 09252623 |
| Direkt Bild zu diesem Denkmal hochladen | Wohnstallhaus (ehemals Umgebinde) mit Oberlaube                                                                                                 | Meschwitz 20 (Karte)                                   | Um 1750 | Obergeschoss Fachwerk, baugeschichtlich von Bedeutung, Bausubstanz um 1750, Andreaskreuze und Oberlaube | 09251603 |
|                                         | Alte Schmiede; Wohnhaus | Meschwitz 23 (Karte)                                   | Mitte 18. Jahrhundert | Obergeschoss Fachwerk verschiefert, Giebel verschiefert, baugeschichtlich und ortsgeschichtlich von Bedeutung, Granitgewände, Blockstuben im Erdgeschoss und Obergeschoss vermauert, verändert, ehemals Umgebindehaus | 09252624 |
| Direkt Bild zu diesem Denkmal hochladen | Bogenbrücke | Meschwitz 23 (hinter) (Karte)                          | 19. Jahrhundert | Baugeschichtlich von Bedeutung | 09251620 |
| Direkt Bild zu diesem Denkmal hochladen | Keller | Meschwitz 23 (gegenüber) (Karte)                       | 17./18. Jahrhundert | Abdeckung und Wangen aus Granit, regionalgeschichtlich von Bedeutung, 2011 schon etwas zerstört | 09251618 |
|                                         | Wohnhaus (ehemals Umgebinde) | Meschwitz 24 (Karte)                                   | Um 1825 | Obergeschoss Fachwerk verbrettert, baugeschichtlich von Bedeutung | 09251605 |
| Direkt Bild zu diesem Denkmal hochladen | Wohnstallhaus mit Oberlaube | Meschwitz 30 (Karte)                                   | Um 1800 | Obergeschoss Fachwerk verbrettert, Giebel verschiefert, geschlossene Oberlaube, baugeschichtlich von Bedeutung | 09252625 |
| Direkt Bild zu diesem Denkmal hochladen | Dorfbrunnen | Meschwitz 33 (vor) (Karte)                             | 17. Jahrhundert | Ortsgeschichtlich und sozialgeschichtlich von Bedeutung | 09251615 |
| Direkt Bild zu diesem Denkmal hochladen | Wohnstallhaus (ohne Anbau) | Meschwitz 35 (Karte)                                   | Um 1670 | Ohne Anbau, Obergeschoss Fachwerk verbrettert, geschlossene Oberlaube, baugeschichtlich von Bedeutung, Eingriffe in Fachwerk, stark verändert | 09252626 |
| Direkt Bild zu diesem Denkmal hochladen | Wohnstallhaus (Umgebinde) mit steinernem Anbau, Einfriedungsmauer und Torbogen eines Gehöfts                                                    | Meschwitz 38a (Karte)                                  | Bezeichnet mit 1731 | Wohnstallhaus Obergeschoss Fachwerk, baugeschichtlich und wirtschaftsgeschichtlich von Bedeutung. Bezeichnung des Wohnstallhauses in Lehmwand (1731), originale Fensteröffnungen. Scheune: Bruchstein (in 2013 abgebrochen). | 09251608 |
| Direkt Bild zu diesem Denkmal hochladen | Wohnhaus | Meschwitz 39 (Karte)                                   | Um 1850 | Obergeschoss Fachwerk verbrettert, früher Armen- und Gemeindehaus, baugeschichtlich und ortsgeschichtlich von Bedeutung, ehemals Umgebinde | 09251609 |
| Direkt Bild zu diesem Denkmal hochladen | Wohnstallhaus und Scheune eines Winkelhofes | Meschwitz 42 (Karte)                                   | Um 1690 | Wohnstallhaus Obergeschoss Fachwerk verputzt, baugeschichtlich und wirtschaftsgeschichtlich von Bedeutung, vermutlich Langständerbauweise, Laubenanbau vermutet | 09251610 |
| Direkt Bild zu diesem Denkmal hochladen | Wohnstallhaus (Umgebinde) | Meschwitz 43 (Karte)                                   | Um 1820 | Obergeschoss Fachwerk, Stallteil mit Langständer-Fachwerk und seltener Einbrett-Tür, baugeschichtlich und hausgeschichtlich von Bedeutung | 09251611 |
| Direkt Bild zu diesem Denkmal hochladen | Fundamente einer Wasserburg, Ringmauer und Reste des Herrenhauses erhalten                                                                      | Meschwitz 46 (Karte)                                   | 13. Jahrhundert (Wasserburg); 1. Hälfte 17. Jahrhundert (Herrenhaus)                                                        | Darauf Neubau, baugeschichtlich und ortsgeschichtlich von Bedeutung, Bodendenkmal seit 1936, Sommersitz von Gregor Mättig | 09252627 |
| Direkt Bild zu diesem Denkmal hochladen | Südliches Wohnhaus, östliche Scheune, nördliches Wohnhaus und westliche Scheune eines Vierseithofes sowie Torbogen an der Nordostecke des Hofes | Meschwitz 47a (Karte)                                  | 19. Jahrhundert (Bauernhaus und östliche Scheune); um 1880 (Bauernhaus); bezeichnet mit 1879 (westliche Scheune)            | Baugeschichtlich und wirtschaftsgeschichtlich von Bedeutung, südliches Wohnhaus zweigeschossig, Mittelrisalit mit Giebel, Gurtgesims, Scheunen und Stallungen massiv, Granitgewände, nördliches Wohnhaus zweigeschossig, verputzter Bruchsteinbau mit Drempel, Krüppelwalmdach | 09252628 |

## Neukuppritz
| Bild                                    | Bezeichnung                                         | Lage                                                   | Datierung | Beschreibung | ID       |
| --------------------------------------- | --------------------------------------------------- | ------------------------------------------------------ | --------- | --- | -------- |
|                                         | Wegestein                                           | Neukuppritz (B 6, Abzweig K 7234 nach Sornßig) (Karte) | Um 1800   | Verkehrsgeschichtlich von Bedeutung, steinerner Wegweiser | 09251709 |
| Direkt Bild zu diesem Denkmal hochladen | Zwei Scheunen und ein Seitengebäude einer Schäferei | Neukuppritz 12 (Karte)                                 | Um 1870   | Bruchsteinbauten, im Hufeisen stehend, Seitengebäude mit großer Einfahrt am Giebel, wohl Gutsherrschaft Kuppritz, baugeschichtlich und ortsgeschichtlich von Bedeutung, bis Juni 2012 irrtümlicher unter Nummer 11 in der Denkmalliste | 09251628 |

## Plotzen
| Bild                                    | Bezeichnung | Lage                                                 | Datierung | Beschreibung | ID       |
| --------------------------------------- | --- | ---------------------------------------------------- | --- | --- | -------- |
| Direkt Bild zu diesem Denkmal hochladen | Bruchsteinmauer | Plotzen (zwischen den Häusern Nr. 20 und 37) (Karte) | Bezeichnet mit 1772 | Baugeschichtlich von Bedeutung | 09251560 |
| Direkt Bild zu diesem Denkmal hochladen | Wohnhaus und Seitengebäude eines Gehöfts, beide mit Oberlaube sowie Einfriedung und zwei Steintröge im Hof                                                                               | Plotzen 3 (Karte)                                    | Bezeichnet mit 1784 (Bauernhaus); bezeichnet mit 1815 (Seitengebäude)                                                    | Beide Gebäude Obergeschoss Fachwerk, baugeschichtlich und hausgeschichtlich von Bedeutung. Wohnhaus: ehemaliges Umgebindehaus, Mauer bezeichnet mit 1784.                                                                                          | 09251569 |
|                                         | Gasthof (ohne Anbauten) sowie östliches Seitengebäude und westliche Scheune | Plotzen 5 (an der B 6) (Karte)                       | Bezeichnet mit 1835 | Gasthof Obergeschoss Fachwerk, Krüppelwalmdach, Seitengebäude Putzbau mit Satteldach, Scheune Bruchsteinbau mit Krüppelwalmdach und Fledermausgaupen, baugeschichtlich und ortsgeschichtlich von Bedeutung, zwei große Granitsteinbögen (Torbögen) | 09251571 |
| Direkt Bild zu diesem Denkmal hochladen | Häusleranwesen | Plotzen 12 (Karte)                                   | Um 1800 | Obergeschoss Fachwerk, baugeschichtlich von Bedeutung, im Obergeschoss Fachwerk | 09251563 |
| Direkt Bild zu diesem Denkmal hochladen | Nördliches Wohnhaus, westliches Seitengebäude und winklige Scheune eines Vierseithofes                                                                                                   | Plotzen 14, 14a (Karte)                              | Um 1800 | Wohnhaus Obergeschoss Fachwerk verbrettert, baugeschichtlich und wirtschaftsgeschichtlich von Bedeutung, eine Scheune mit angewölbten Fenstern | 09251565 |
| Direkt Bild zu diesem Denkmal hochladen | Nördliches Wohnstallhaus mit Backofen und östliche Scheune eines Dreiseithofes sowie Steinbank und Steintrog                                                                             | Plotzen 22, 22a (Karte)                              | Bezeichnet mit 1803 (Wohnstallhaus); um 1680 (Scheune); bezeichnet mit 1811 (Backofen); bezeichnet mit 1728 (Wassertrog) | Wohnstallhaus Obergeschoss Fachwerk, baugeschichtlich und wirtschaftsgeschichtlich von Bedeutung | 09251566 |
| Direkt Bild zu diesem Denkmal hochladen | Wohnstallhaus (Umgebinde), nördlicher Anbau, südliche Scheune, Einfriedungsmauer und Eingangspforte eines Vierseithofes sowie Steintrog                                                  | Plotzen 27 (Karte)                                   | Um 1700 (Wohnstallhaus); Mitte 19. Jahrhundert (Scheune); bezeichnet mit 1834 (Steintrog)                                | Wohnstallhaus Obergeschoss Fachwerk, baugeschichtlich und hausgeschichtlich von Bedeutung, doppelte Biberschwanzdeckung | 09251570 |
| Direkt Bild zu diesem Denkmal hochladen | Spritzenhaus | Plotzen 31a (Karte)                                  | Um 1920 | Natursteinbau mit mittigem Turm mit Zeltdach, baugeschichtlich, ortsgeschichtlich und ortsbildprägend von Bedeutung | 09304349 |
| Weitere Bilder                          | Liebig-Mühle; Östliches Wohnmühlenhaus, nördliches Seitengebäude und westliche Scheune eines Mühlenanwesens sowie Torbogen, Mühlteich und Reste des gemauerten Mühlgrabens (am Wohnhaus) | Plotzen 35 (Karte)                                   | Bezeichnet mit 1787 | Wohnmühlenhaus Obergeschoss Fachwerk, baugeschichtlich und ortsgeschichtlich von Bedeutung, Mühlengebäude Giebel verbrettert, Verbindungsbau verbrettert                                                                                           | 09251674 |

## Pommritz
| Bild                                    | Bezeichnung | Lage                                                         | Datierung                            | Beschreibung | ID       |
| --------------------------------------- | --- | ------------------------------------------------------------ | ------------------------------------ | --- | -------- |
| Weitere Bilder                          | Siebenbogige Eisenbahnbrücke                                                                                         | (Karte)                                                      | Nach 1850                            | Baugeschichtlich, eisenbahngeschichtlich und technikgeschichtlich von Bedeutung, aus Granitbruchstein | 09251675 |
| Direkt Bild zu diesem Denkmal hochladen | Wegesäule | Pommritz (Karte)                                             | 19. Jahrhundert                      | Ortsgeschichtlich von Bedeutung | 09307485 |
| Weitere Bilder                          | Pulverhaus an der Bahnstrecke Görlitz–Dresden                                                                        | Pommritz (135 m westlich vom Bahnwärterhaus Nr. 25a) (Karte) | Mitte 19. Jahrhundert                | Gebaut zur Aufbewahrung des Pulvers zu möglicher kriegsbedingter Sprengung des Viadukts, kleiner Bruchsteinbau mit Gewölbe, seltenes Zeugnis der deutschen Eisenbahn-Militärgeschichte im Spannungsfeld des neu gegründeten Deutschen Reiches unter preußischer Vorherrschaft und der K. u. K. Monarchie Österreich-Ungarn. Kleines Gebäude mit ein Meter dicken Wänden (innen Ziegel, außen Bruchsteinverkleidung), eingeteilt in zwei Kammern. Hochkirch/Niethen gebaut 1846, Länge 96 Meter, sieben Bögen, Bogenspannweite 11,3 Meter, sechs Minenkammern, sechs Zentner Pulver für eine Sprengung vorgesehen im Pulverhaus. | 09251416 |
| Weitere Bilder                          | Rittergut und Gutspark Pommritz (Sachgesamtheit)                                                                     | Pommritz 1 (Karte)                                           | 19. Jahrhundert und später           | Sachgesamtheit Rittergut Pommritz mit folgenden Einzeldenkmalen: südliches Schloss über winkelförmigem Grundriss, südliches Wirtschaftsgebäude, Wohnhaus in der Südwestecke, westliches Wirtschaftsgebäude, nördliche Scheunenreihe, nordöstliche Scheune, östliches Wirtschaftsgebäude und Einfriedungsmauer (siehe Obj. 09251684 unter gleicher Anschrift) sowie Gutspark und südliche Allee (Gartendenkmal); baugeschichtlich und ortsgeschichtlich von Bedeutung [Störelemente: alle Gebäude im Wirtschaftshof] | 09304352 |
|                                         | Südliches Schloss über winkelförmigem Grundriss (Einzeldenkmal zu ID-Nr. 09304352)                                   | Pommritz 1 (Karte)                                           | Um 1910 und 1930er Jahre, Kern älter | Einzeldenkmal der Sachgesamtheit Rittergut Pommritz; baugeschichtlich und ortsgeschichtlich von Bedeutung, Schlossgebäude mit Zinnengiebel | 09251684 |
| Direkt Bild zu diesem Denkmal hochladen | Südliches Wirtschaftsgebäude (Einzeldenkmal zu ID-Nr. 09304352)                                                      | Pommritz 1 (Karte)                                           | 1930er Jahre, Kern älter             | Einzeldenkmal der Sachgesamtheit Rittergut Pommritz; baugeschichtlich und ortsgeschichtlich von Bedeutung, Haus des Versuchsgutes eingeschossig mit acht stehenden Gaupen | 09251684 |
| Direkt Bild zu diesem Denkmal hochladen | Wohnhaus in der Südwestecke (Einzeldenkmal zu ID-Nr. 09304352)                                                       | Pommritz 1 (Karte)                                           | Um 1910                              | Einzeldenkmal der Sachgesamtheit Rittergut Pommritz; baugeschichtlich und ortsgeschichtlich von Bedeutung | 09251684 |
| Direkt Bild zu diesem Denkmal hochladen | Westliches Wirtschaftsgebäude (Einzeldenkmal zu ID-Nr. 09304352)                                                     | Pommritz 1 (Karte)                                           | 1930er Jahre                         | Einzeldenkmal der Sachgesamtheit Rittergut Pommritz; baugeschichtlich und ortsgeschichtlich von Bedeutung | 09251684 |
| Direkt Bild zu diesem Denkmal hochladen | Nördliche Scheunenreihe (Einzeldenkmal zu ID-Nr. 09304352)                                                           | Pommritz 1 (Karte)                                           | Um 1910 und 1930er Jahre, Kern älter | Einzeldenkmal der Sachgesamtheit Rittergut Pommritz; baugeschichtlich und ortsgeschichtlich von Bedeutung, große Scheune mit spätestens 2010 neuem Dach und verschiedenen großen Toren | 09251684 |
| Direkt Bild zu diesem Denkmal hochladen | Nordöstliche Scheune und östliches Wirtschaftsgebäude (Einzeldenkmal zu ID-Nr. 09304352)                             | Pommritz 1 (Karte)                                           | 1930er Jahre                         | Einzeldenkmal der Sachgesamtheit Rittergut Pommritz; baugeschichtlich und ortsgeschichtlich von Bedeutung | 09251684 |
| Direkt Bild zu diesem Denkmal hochladen | Einfriedungsmauer (Einzeldenkmal zu ID-Nr. 09304352)                                                                 | Pommritz 1 (Karte)                                           | Um 1910 und 1930er Jahre             | Einzeldenkmal der Sachgesamtheit Rittergut Pommritz; baugeschichtlich und ortsgeschichtlich von Bedeutung | 09251684 |
|                                         | Schmiede (Umgebinde) mit Oberlaube                                                                                   | Pommritz 2 (Karte)                                           | 1726                                 | Obergeschoss Fachwerk, rückwärtige Schleppe, baugeschichtlich und hausgeschichtlich von Bedeutung, ursprünglich mit Oberlaube, dann mit mittiger Oberlaube | 09251683 |
| Direkt Bild zu diesem Denkmal hochladen | Wohnhaus (Umgebinde) mit Oberlaube                                                                                   | Pommritz 5c (nördlich der Alten Schmiede) (Karte)            | Um 1740                              | Obergeschoss Fachwerk verbrettert, baugeschichtlich und hausgeschichtlich von Bedeutung | 09251682 |
| Direkt Bild zu diesem Denkmal hochladen | Wohnhaus eines Bauernhofes                                                                                           | Pommritz 10 (Karte)                                          | Um 1850/1860                         | Repräsentatives Wohnhaus, baugeschichtlich von Bedeutung, Mittelrisalit mit Dreiecksgiebel, Wohnhaus mit zwei Eingängen | 09251680 |
| Direkt Bild zu diesem Denkmal hochladen | Doppelwohnhaus (Umgebinde)                                                                                           | Pommritz 19a, 19b (Karte)                                    | Um 1910                              | Fachwerk im Giebel, Heimatstil, baugeschichtlich von Bedeutung | 09251678 |
| Weitere Bilder                          | Bahnhof mit Empfangsgebäude, ehemaligem Postgebäude, dazwischen flacher Verbindungsbau sowie Güterschuppen mit Rampe | Pommritz 22 (Karte)                                          | Um 1870                              | Zeittypische Putzbauten mit flachen Satteldächern, baugeschichtlich und eisenbahngeschichtlich von Bedeutung, Güterschuppen mit weitem Dachüberstand nach beiden Seiten, Bahnhof stand bis 2001 irrtümlich ohne Hausnummernangabe in der Denkmalliste | 09251677 |
| Direkt Bild zu diesem Denkmal hochladen | Eisenbahnerwohnhaus                                                                                                  | Pommritz 22e (Karte)                                         | Um 1900                              | Klinkerbau, eisenbahngeschichtlich von Bedeutung, roter Klinker, verschiedener Klinkerzierrat, Granitsockel | 09251685 |
| Direkt Bild zu diesem Denkmal hochladen | Eisenbahnerwohnhaus                                                                                                  | Pommritz 22f (Karte)                                         | Um 1900                              | Klinkerbau, eisenbahngeschichtlich von Bedeutung, roter Klinker, verschiedener Klinkerzierat, Granitsockel | 09251686 |
| Weitere Bilder                          | Pommritzer Turmwindmühle                                                                                             | Pommritz 25e (Karte)                                         | 1858                                 | Ortsbildprägend und ortshistorisch bedeutend, gedrungener Windmühlenturm mit Anbau, Bruchsteinmauerung, Mühlengehöft kein Denkmal, in Betrieb bis 1965, wahrscheinlich noch technische Ausstattung vorhanden | 09251689 |

## Rodewitz
| Bild                                    | Bezeichnung                                                 | Lage                                                                     | Datierung                           | Beschreibung | ID       |
| --------------------------------------- | ----------------------------------------------------------- | ------------------------------------------------------------------------ | ----------------------------------- | --- | -------- |
| Direkt Bild zu diesem Denkmal hochladen | Durchlass-Bogenbrücke                                       | (Straße zwischen Rodewitz und Lauske) (Karte)                            | Ab 1250, mittelalterlicher Ursprung | Einbogig, Bruchstein, Bestandteil eines wohl im Mittelalter angelegten, beidseitig von Eichen gesäumten Hohlweges, wissenschaftliche, ortsgeschichtliche und landschaftsprägende Bedeutung. Weg endet abrupt hinter der Brücke, möglicherweise ursprünglich als Weiterführung zur Niethener Schanze angelegt, Gelände stark verwachsen, Brücke aus einem Bogen, Bruchstein, über dem Bogenscheitel mehrere Steinschichten. Am 1. August 2002 Anruf im Landesamt für Archäologie: Hinweis auf Denkmalwert des Hohlweges und Anregung zur Aufnahme als archäologisches Denkmal. | 09279088 |
|                                         | Grablege für Gefallenen der Schlacht bei Hochkirch von 1758 | (im Rodewitzer Kiefernbusch, östlich des Ortes Rodewitz) (Karte)         | Bezeichnet mit 1758                 | Geschichtlich von Bedeutung, Inschrift: „14. Okt. 1758“, Grabstein stand bis 2001 irrtümlich unter Ortsteil Niethen in der Denkmalliste | 09251535 |
|                                         | Gedenkstein für getötetes Mädchen                           | (im Rodewitzer Kiefernbusch, ca. 100 m östlich vom Soldatengrab) (Karte) | 1886                                | Ortsgeschichtlich von Bedeutung. Inschrift: „Denkstein grauenvoller /That/ Am Charfreitag/ Nachmittags 1886/ wurde hier auf dem Heimwege/ aus dem Gottesdienst/ Maria Therese/ Farach/ aus Lauske/ 13 Jahre alt/ in entsetzlicher Weise ermordet!“. Gedenkstein stand bis 2001 irrtümlich unter Ortsteil Niethen in der Denkmalliste. | 09251531 |
| Weitere Bilder                          | Rodewitzer Turmwindmühle                                    | Rodewitz 3 (Karte)                                                       | 1856                                | Ortsbildprägend und ortshistorisch bedeutend, gemauerte Windmühle, drehbare hölzerne Kappe, Flügel mit Jalousien | 09251577 |
| Direkt Bild zu diesem Denkmal hochladen | Wohnhaus eines Dreiseithofes                                | Rodewitz 26 (Karte)                                                      | Um 1770                             | Obergeschoss Fachwerk verschiefert, baugeschichtlich von Bedeutung, Dachvorsprung | 09251574 |
| Direkt Bild zu diesem Denkmal hochladen | Wohnhaus (Umgebinde), ohne Anbauten                         | Rodewitz 33 (Karte)                                                      | Um 1790                             | Obergeschoss Fachwerk, baugeschichtlich von Bedeutung. Mit Schieferdach, Giebelseite verschiefert, profilierte Rahmenbalken, Fachwerk im Erdgeschoss, stehender Lehmschornstein, hölzerne Hausnummer. 2001: Haus unbewohnt, stark beschädigt. | 09251573 |
| Weitere Bilder                          | Krujatz-Mühle; Wohnmühlenhaus eines Mühlenanwesens          | Rodewitz 37 (Karte)                                                      | Bezeichnet mit 1876                 | Zeittypischer Putzbau mit Drempel und Satteldach, baugeschichtlich und ortsgeschichtlich von Bedeutung, Mühle stand bis 2001 irrtümlich unter Ortsteil Niethen in der Denkmalliste, Scheune eingebrochen und Nebengebäude nicht von denkmalpflegerischer Relevanz | 09251687 |

## Sornßig
| Bild                                    | Bezeichnung | Lage                          | Datierung                                                                             | Beschreibung | ID       |
| --------------------------------------- | --- | ----------------------------- | ------------------------------------------------------------------------------------- | --- | -------- |
| Direkt Bild zu diesem Denkmal hochladen | Herrenhaus (Nr. 1), Verwalterhaus (Nr. 1b) und erhaltene Teile der Einfriedungsmauer sowie Gutspark (Gartendenkmal) des Rittergutes Sornßig | Sornßig 1, 1b (Karte)         | Bezeichnet mit 1898 (Rittergutsbestandteil); Ende 19. Jahrhundert (Gutsverwalterhaus) | Herrenhaus im Stil der deutschen Neorenaissance, Einfriedung als Bruchsteinmauer, baugeschichtlich und ortsgeschichtlich von Bedeutung                                      | 09251635 |
| Direkt Bild zu diesem Denkmal hochladen | Wegestein | Sornßig 6 (gegenüber) (Karte) | 19. Jahrhundert                                                                       | Verkehrsgeschichtlich von Bedeutung, Natursteinsäule, Schaft mit starken Abfasungen, Sockel und Kopf quadratischen Querschnitts, abgerundeter Abschluss                     | 09304353 |
| Direkt Bild zu diesem Denkmal hochladen | Alte Försterei; Wohnstallhaus mit Backofenanbau                                                                                             | Sornßig 17 (neben) (Karte)    | 1. Hälfte 19. Jahrhundert                                                             | Obergeschoss Fachwerk, baugeschichtlich und hausgeschichtlich von Bedeutung, originale Tür, laut ALK-Daten gibt es keine Nummer 31, das Haus steht südöstlich von Nummer 17 | 09251637 |
| Direkt Bild zu diesem Denkmal hochladen | Wohnstallhaus | Sornßig 18 (Karte)            | Bezeichnet mit 1865                                                                   | Obergeschoss Fachwerk verbrettert, baugeschichtlich von Bedeutung, bezeichnet im Türsturz                                                                                   | 09251636 |

## Steindörfel
| Bild                                    | Bezeichnung                                                                                     | Lage                             | Datierung                 | Beschreibung | ID       |
| --------------------------------------- | ----------------------------------------------------------------------------------------------- | -------------------------------- | ------------------------- | --- | -------- |
| Direkt Bild zu diesem Denkmal hochladen | Denkmalschutzgebiet Ortslage Steindörfel                                                        | (Ortslage Steindörfel) (Karte)   | 19. Jahrhundert           | Denkmalschutzgebiet Ortslage Steindörfel | 09300848 |
| Direkt Bild zu diesem Denkmal hochladen | Wegestein                                                                                       | (Abzweig nach Meschwitz) (Karte) | Um 1800                   | Verkehrshistorisch von Bedeutung | 09251704 |
| Direkt Bild zu diesem Denkmal hochladen | Ausspanne                                                                                       | (Flurstück 32/1) (Karte)         | Ende 19. Jahrhundert      | Halbkreisförmige Aufweitung der Straße mit Steinbank aus Granit, zwei alten Pappeln als seitliche Rahmung und Ziergehölzen zur Feldseite hin, authentische Anlage von Seltenheitswert mit kulturgeschichtlicher und landschaftsprägender Bedeutung                                                                  | 09307047 |
| Weitere Bilder                          | Königlich-Sächsische Meilensteine (Sachgesamtheit); Meilenstein                                 | Hauptstraße (Karte)              | 19. Jahrhundert           | Verkehrshistorisch von Bedeutung, Ganzmeilenstein | 09251705 |
|                                         | Seitengebäude und zwei Scheunen eines Vierseithofes sowie zum Gehöft führende Einfriedungsmauer | Steindörfel 9 (Karte)            | 19. Jahrhundert           | Baugeschichtlich von Bedeutung, Teil der alten Ortsstruktur. - Seitengebäude: massiver zweigeschossiger Bruchsteinbau mit Satteldach, Giebel verputzt, Steingewände - Erste Scheune: zweigeschossig, Drempelzone, zwei Tore, Krüppelwalmdach - Zweite Scheune in Ecklage: verputzter Bruchsteinbau mit großen Toren | 09300777 |
| Direkt Bild zu diesem Denkmal hochladen | Westliche Scheune eines ehemaligen Vierseithofes                                                | Steindörfel 14 (Karte)           | 19. Jahrhundert           | Ohne neuere Anbauten, baugeschichtlich von Bedeutung. - Wohnhaus: Bruchstein, originale Fenstergröße, Krüppelwalm (Wohnhaus vermutlich abgebrochen) - Scheune: mit rundbogiger Durchfahrt | 09251700 |
| Direkt Bild zu diesem Denkmal hochladen | Wohnstallhaus mit Oberlaube eines Zweiseithofes                                                 | Steindörfel 17 (Karte)           | 1. Hälfte 19. Jahrhundert | Obergeschoss Fachwerk verbrettert, Giebel verkleidet, baugeschichtlich von Bedeutung | 09300775 |
|                                         | Wohnhaus und Scheune eines Bauernhofes                                                          | Steindörfel 19 (Karte)           | 1. Hälfte 19. Jahrhundert | Wohnhaus Obergeschoss Fachwerk, baugeschichtlich von Bedeutung | 09251693 |
| Direkt Bild zu diesem Denkmal hochladen | Wohnstallhaus                                                                                   | Steindörfel 21 (Karte)           | 2. Hälfte 18. Jahrhundert | Obergeschoss Fachwerk verbrettert, weitgehend ursprünglich erhalten mit baugeschichtlicher Bedeutung, Erdgeschoss massiv, Fenster Obergeschoss zum Teil vergrößert, Satteldach | 09275376 |

## Wawitz
| Bild                                    | Bezeichnung               | Lage                          | Datierung       | Beschreibung                                                                                          | ID       |
| --------------------------------------- | ------------------------- | ----------------------------- | --------------- | --- | -------- |
| Direkt Bild zu diesem Denkmal hochladen | Spritzenhaus              | Wawitz 11 (gegenüber) (Karte) | 19. Jahrhundert | Putzbau mit Segmentbogentor und Krüppelwalmdach, baugeschichtlich und ortsgeschichtlich von Bedeutung | 09304354 |
| Direkt Bild zu diesem Denkmal hochladen | Wohnstallhaus             | Wawitz 15 (Karte)             | Um 1850         | Obergeschoss Fachwerk verbrettert, baugeschichtlich von Bedeutung                                     | 09251583 |
| Direkt Bild zu diesem Denkmal hochladen | Wohnstallhaus (Umgebinde) | Wawitz 18b (neben) (Karte)    | Vor 1770        | Eingeschossig, baugeschichtlich und sozialgeschichtlich von Bedeutung, einstöckig, links 2/2/1 Joche  | 09251584 |

## Wuischke
| Bild                                    | Bezeichnung | Lage                                      | Datierung | Beschreibung | ID       |
| --------------------------------------- | --- | ----------------------------------------- | --- | --- | -------- |
|                                         | Gedenkstätte für 1945 ermordete sowjetische und polnische Kriegsgefangene                                                               | Steindörfler Straße (Ecke K 7235) (Karte) | 1945 | Geschichtlich von Bedeutung | 09251715 |
| Direkt Bild zu diesem Denkmal hochladen | Wohnhaus (Umgebinde), Scheune und Steintrog                                                                                             | Wuischke 2 (Karte)                        | Um 1800 (Wohnhaus); 1. Hälfte 19. Jahrhundert (Scheune)                                                                                   | Wohnhaus Obergeschoss Fachwerk, Scheune Bruchsteinbau, baugeschichtlich und wirtschaftsgeschichtlich von Bedeutung | 09251586 |
| Weitere Bilder                          | Niedere Mühle; Wohnmühlenhaus, Mühlstein und zwei Wassergräben eines Mühlenanwesens                                                     | Wuischke 3 (Karte)                        | Um 1790 | Obergeschoss Fachwerk, baugeschichtlich und ortsgeschichtlich von Bedeutung | 09251717 |
|                                         | Wohnhaus (Umgebinde) und winklige Scheune                                                                                               | Wuischke 4 (Karte)                        | Um 1800 (Wohnhaus); 1. Hälfte 19. Jahrhundert (Scheune)                                                                                   | Wohnhaus Obergeschoss Fachwerk, kleine Schleppe auf der Südseite, Scheune Putzbau mit zwei Segmentbogentoren, baugeschichtlich und wirtschaftsgeschichtlich von Bedeutung, war das Haus von Schriftsteller Kito Lorenc. Obergeschoss: Fachwerk teils freigelegt, teils verbrettert.                                            | 09251587 |
|                                         | Westliches Wohnhaus (Umgebinde) eines Dreiseithofes                                                                                     | Wuischke 13 (Karte)                       | Um 1850 | Obergeschoss Fachwerk, baugeschichtlich von Bedeutung, rechts 2/2/Rest Joche, Obergeschoss: Fachwerk, Giebelseite verbrettert | 09251585 |
| Direkt Bild zu diesem Denkmal hochladen | Südliches Wohnhaus (ehemals Umgebinde) eines Zweiseithofes                                                                              | Wuischke 17 (Karte)                       | Um 1780 | Obergeschoss Fachwerk verschiefert, baugeschichtlich von Bedeutung, Fachwerk-Obergeschoss verschiefert und bezeichnet (Jahreszahl in Schwelle eingewachsen), ehemaliges Umgebindehaus | 09251591 |
| Direkt Bild zu diesem Denkmal hochladen | Herrenhaus mit zwei Wappenplatten und Einfriedungsmauer des ehemaligen Rittergutes                                                      | Wuischke 18 (Karte)                       | 1. Hälfte 16. Jahrhundert (Herrenhaus); 17. Jahrhundert (Wappen)                                                                          | Baugeschichtlich und ortsgeschichtlich von Bedeutung | 09251718 |
| Direkt Bild zu diesem Denkmal hochladen | Wohnhaus (Umgebinde) | Wuischke 24 (Karte)                       | Um 1750 | Obergeschoss Fachwerk, Langständerbau, baugeschichtlich von Bedeutung, 2/2 Joche | 09251588 |
| Direkt Bild zu diesem Denkmal hochladen | Nördliches Wohnhaus (Umgebinde) mit Oberlaube, östliches Seitengebäude, südliche Scheune und westliches Auszugshaus eines Vierseithofes | Wuischke 25 (Karte)                       | Vor 1700 (Bauernhaus); bezeichnet mit 1808 (Auszugshaus); um 1800 (Seitengebäude); 18. Jahrhundert (Scheune)                              | Wohnhaus Obergeschoss Fachwerk, Seitengebäude und Auszugshaus massiv, Scheune Fachwerk, baugeschichtlich, hausgeschichtlich und wirtschaftsgeschichtlich von Bedeutung. Umgebinde, rechts 2/2/1 (2) Joche, Langständer, Oberlaube, Fachwerk, Dachüberhang, Giebel mit Bogenfries und Traufleiste. Scheune: Fachwerk, vor 1700. | 09251589 |
| Direkt Bild zu diesem Denkmal hochladen | Nordwestliches Wohnstallhaus, nordöstliches und südliches Seitengebäude sowie östliche Scheune eines Vierseithofes                      | Wuischke 26 (Karte)                       | Bezeichnet mit 1819 (Wohnstallhaus); 1770 (Seitengebäude); 2. Hälfte 19. Jahrhundert (Seitengebäude); 1. Hälfte 19. Jahrhundert (Scheune) | Wohnstallhaus Obergeschoss Fachwerk, nordöstliches Seitengebäude Langständerbau, Scheune Putzbau mit Segmentbogentor, südliches Seitengebäude Putzbau mit sparsamer Gliederung und Satteldach, baugeschichtlich und hausgeschichtlich von Bedeutung                                                                            | 09251595 |
|                                         | Forsthaus, Scheune und Nebengebäude eines Forsthofes sowie umgebender Garten mit altem Baumbestand und Einfriedungsmauer                | Wuischke 29 (Karte)                       | Um 1860 | Einst Rats-Forsthaus, baugeschichtlich und ortsgeschichtlich von Bedeutung, Forsthaus zweigeschossiger Putzbau mit Krüppelwalmdach, rückseitig Mittelrisalit, der in Dachhaus mit Zinnenkranz übergeht, bis 2012 irrtümlich unter Nummer 27 in der Denkmalliste                                                                | 09251627 |
| Direkt Bild zu diesem Denkmal hochladen | Wohnhaus (ehemals Umgebinde) und winkliges Seitengebäude                                                                                | Wuischke 31 (Karte)                       | Um 1850 | Wohnhaus Obergeschoss Fachwerk, baugeschichtlich von Bedeutung, Rest des Umgebindes | 09251594 |
|                                         | Wohnstallhaus (Umgebinde) und Scheune eines ehemaligen Dreiseithofes                                                                    | Wuischke 33a (Karte)                      | Bezeichnet mit 1855 | Wohnstallhaus Obergeschoss Fachwerk, Scheune verputzter Bruchsteinbau, baugeschichtlich und wirtschaftsgeschichtlich von Bedeutung, Umgebinde: rechts 2/3/2 Joche, Fachwerk-Oberstock, Stall mit Kreuzgewölbe | 09251593 |
| Direkt Bild zu diesem Denkmal hochladen | Wohnhaus (ehemals Umgebinde) | Wuischke 40 (Karte)                       | Um 1850 | Eingeschossig, baugeschichtlich und sozialgeschichtlich von Bedeutung, einstöckig, Giebel verbrettert | 09251625 |

## Zschorna
| Bild                                    | Bezeichnung | Lage                                                                         | Datierung                                      | Beschreibung | ID       |
| --------------------------------------- | --- | ---------------------------------------------------------------------------- | ---------------------------------------------- | --- | -------- |
| Direkt Bild zu diesem Denkmal hochladen | Rittergut und Gutspark Lauske (Sachgesamtheit)                                                                           | (im Innern des Rundwalls von Zschorna, östlich des Kotitzer Wassers) (Karte) | 2. Hälfte 19. Jahrhundert                      | Sachgesamtheitsbestandteil des Ritterguts und Gutsparks Lauske: Gutspark mit Friedhof mit zehn Grabmalen, zwei Eichen und Einfriedung (Gartendenkmal, siehe auch Sachgesamtheit Obj. 09303948, Stadt Weißenberg, Ortsteil Lauske / Lauske 35; 36; 37; 38; 48; 49; 49a; 50; 51); kreisförmig angelegter kleiner Friedhof der gräflichen Familie Bressler, dieser gehörte ab 1770 das Rittergut Zschorna, ortsgeschichtlich von Bedeutung. Friedhof mit zwei alten Eichen, zehn Grabsteine aus dunkelgrauem Marmor und hellgrauem Stein, Metallkreuz, originale niedrige Einfriedung mit Tür, Denkmal stand bis 2001 irrtümlich unter „Weißenberg, Ortsteil Lauske“ in Denkmalliste. „Lausker Abschnittswall und Zschornaer Rundwall“: beide Anlagen von Zschorna und Lauske nahe beieinander am Ostufer des Kotitzer Wassers gelegen, zwischen beiden verläuft Lausker Furt. Nördlich gelegener Lausker Abschnittswall von 100 m Länge riegelt das Areal von etwa 30 m Durchmesser ab. Bereits 1780 bei Schachtarbeiten im Innenraum der Burg Rest verkohlten Getreides gefunden. Südlich gelegene Burg Zschorna ist ein Rundwall, der eine Innenfläche von 45 m umschließt. Beide Anlagen seit 1936 unter Denkmalschutz. Im 18. Jahrhundert in den Besitz der Familie des Grafen von Bressler gekommen, diese hat im Inneren des Rundwalls von Zschorna einen kleinen Familienfriedhof eringerichtet, der noch heute unter zwei großen Eichen zu besichtigen ist. | 09252029 |
| Direkt Bild zu diesem Denkmal hochladen | Nördliches Wohnstallhaus, östliches Seitengebäude und südliche Scheune eines Dreiseithofes                               | Zschorna 2 (Karte)                                                           | Um 1870/1890                                   | Baugeschichtlich und wirtschaftsgeschichtlich von Bedeutung, zusammenhängender Baukörper, Wohnhaus verändert (große Fenster), Scheunen aus Naturstein, Holztore (teilweise rundbogig), Satteldächer, Biberschwanzdeckung | 09251722 |
| Direkt Bild zu diesem Denkmal hochladen | Brunnenhaus mit Pumpe | Zschorna 7 (gegenüber) (Karte)                                               | Um 1900                                        | Sozialgeschichtlich von Bedeutung, Ziegel, darüber Steinplatte | 09251721 |
| Direkt Bild zu diesem Denkmal hochladen | Wohnstallhaus (Umgebinde)                                                                                                | Zschorna 7a (Karte)                                                          | Um 1830                                        | Obergeschoss Fachwerk, Giebel verbrettert, mit Sonnenmotiv, baugeschichtlich von Bedeutung. Erdgeschoss-Umgebinde, rechts 2/3/Rest Joche, originaler Zustand. Im ersten Obergeschoss teilweise Fachwerk, zum Teil verputzt/verbrettert, Lehmausfachung zwischen Fachwerk. Im Erdgeschoss auf der Rückseite kleine Anbauten. Fenster original, mit hölzernen geschnitzten Fenstergewänden. Satteldach, Biberschwanzdeckung. Dazugehörige Scheune (Nummer 7) aus Naturstein, mit Satteldach, rundbogiges Holztor, heute zum Wohnhaus umgebaut, deshalb als Denkmal gestrichen, da ursprünglicher Charakter nicht mehr erhalten. | 09251720 |
| Direkt Bild zu diesem Denkmal hochladen | Bruchsteinstützmauer entlang der Straße                                                                                  | Zschorna 9 (gegenüber) (Karte)                                               | 19. Jahrhundert                                | Baugeschichtlich von Bedeutung | 09251729 |
| Direkt Bild zu diesem Denkmal hochladen | Südliches Wohnhaus, östliches Wohnstallhaus und westliches Seitengebäude eines Vierseithofes sowie frei stehender Keller | Zschorna 11 (Karte)                                                          | Um 1800 (Bauernhaus); 18. Jahrhundert (Keller) | Wohnhaus Obergeschoss Fachwerk verbrettert, baugeschichtlich und wirtschaftsgeschichtlich von Bedeutung. - Wohnhaus: Erdgeschoss verputzt (ehemals Umgebinde, später ausgemauert und verputzt, vermutlich 2/3/2 Joche), geringe Veränderungen, erstes Oberstock Fachwerk mit Lehmausfachung, originale Fenster mit hölzernen, geschnitzten Fenstergewänden, hohes Satteldach mit Biberschwanzdeckung, Giebel ab erstem Obergeschoss verbrettert - Seitengebäude: Naturstein, verputzt, vorwiegend originale Tore und Fenster, Satteldach mit Biberschwanzdeckung - Wohnstallhaus: Naturstein, Satteldach, Biberschwanzdeckung (1903 überbaut) | 09251726 |
| Direkt Bild zu diesem Denkmal hochladen | Wohnstallhaus, Seitengebäude und Scheune eines Dreiseithofes                                                             | Zschorna 17 (Karte)                                                          | Um 1800                                        | Wohnstallhaus Obergeschoss Fachwerk verputzt, Scheune Bruchsteinbau mit Segmentbogentor, Seitengebäude Putzbau mit Satteldach, baugeschichtlich und wirtschaftsgeschichtlich von Bedeutung | 09304357 |

## Ehemalige Denkmäler

### Ehemalige Denkmäler (Hochkirch)
| Bild                                    | Bezeichnung                   | Lage                        | Datierung           | Beschreibung | ID       |
| --------------------------------------- | ----------------------------- | --------------------------- | ------------------- | --- | -------- |
| Direkt Bild zu diesem Denkmal hochladen | Wohnstallhaus                 | Diesterwegstraße 18 (Karte) | Um 1820             | Obergeschoss Fachwerk, baugeschichtlich von Bedeutung; zwischen 2014 und 2016 abgerissen | 09251552 |
|                                         | Wohnhaus eines Häusleranwesen | Schulstraße 2 (Karte)       | Um 1820             | Obergeschoss Fachwerk verbrettert, baugeschichtlich und ortsbildprägend von Bedeutung. Zwischen 2017 und 2024 aus der Denkmalliste gestrichen. | 09251542 |
|                                         | Wohnhaus                      | Schulstraße 6 (Karte)       | Bezeichnet mit 1824 | Obergeschoss Fachwerk verbrettert, baugeschichtlich von Bedeutung; zwischen 2014 und 2016 abgerissen. Originaler Türstock, Satteldach, Abbruchgenehmigung vom 12. März 2014 gemäß Schreiben des Landratsamts Bautzen. | 09251546 |
| Direkt Bild zu diesem Denkmal hochladen | Wohnhaus                      | Zum Sportplatz 1 (Karte)    | Nach 1800           | Obergeschoss Fachwerk verbrettert, weitgehend ursprünglich erhalten, Bestandteil der alten Dorfstruktur, baugeschichtlich von Bedeutung. Erdgeschoss massiv, geglättet, Wand-Öffnung-Verhältnis intakt, Krüppelwalmdach, Biberschwanzdeckung, bis 2012 irrtümlich unter Nummer 2 erfasst. Zwischen 2017 und 2024 aus der Denkmalliste gestrichen. | 09275373 |

### Ehemaliges Denkmal (Kuppritz)
| Bild                                    | Bezeichnung   | Lage                | Datierung                 | Beschreibung | ID       |
| --------------------------------------- | ------------- | ------------------- | ------------------------- | --- | -------- |
| Direkt Bild zu diesem Denkmal hochladen | Wohnhaus      | Kuppritz 13 (Karte) | Um 1800                   | Eingeschossiges Fachwerkhaus, verputzt, ehemals Post und Ausschank, bau- und ortsgeschichtlich von Bedeutung. Krüppelwalmdach, außerhalb des Rittergutskomplexes gelegen, dazugehörig. Zwischen 2017 und 2024 aus der Denkmalliste gestrichen. | 09251653 |
| Direkt Bild zu diesem Denkmal hochladen | Wohnstallhaus | Kuppritz 14 (Karte) | 1. Hälfte 19. Jahrhundert | Obergeschoss Fachwerk, Konstruktion erhalten, baugeschichtlich von Bedeutung. Erdgeschoss massiv, Obergeschoss zu glatt saniert, Kunststoff-Fenster, aber Öffnungen originale Größe. Zwischen 2017 und 2024 aus der Denkmalliste gestrichen.   | 09275374 |

### Ehemaliges Denkmal (Zschorna)
| Bild                                    | Bezeichnung                                 | Lage                     | Datierung    | Beschreibung | ID       |
| --------------------------------------- | ------------------------------------------- | ------------------------ | ------------ | --- | -------- |
| Direkt Bild zu diesem Denkmal hochladen | Wohnstallhaus mit integriertem Scheunenteil | Zschorna 15, 15a (Karte) | Um 1850/1870 | Obergeschoss Fachwerk teils verbrettert, teils verputzt, baugeschichtlich von Bedeutung. Erdgeschoss verputzt, originale Fenster mit hölzernen Fenstergewänden, Satteldach, Giebel verschiefert. Zwischen 2017 und 2024 aus der Denkmalliste gestrichen. | 09251725 |

## Tabellenlegende
- Bild: Bild des Kulturdenkmals, ggf. zusätzlich mit einem Link zu weiteren Fotos des Kulturdenkmals im Medienarchiv Wikimedia Commons. Wenn man auf das Kamerasymbol klickt, können Fotos zu Kulturdenkmalen aus dieser Liste hochgeladen werden:
- Bezeichnung: Denkmalgeschützte Objekte und ggf. Bauwerksname des Kulturdenkmals
- Lage: Straßenname und Hausnummer oder Flurstücknummer des Kulturdenkmals. Die Grundsortierung der Liste erfolgt nach dieser Adresse. Der Link (Karte) führt zu verschiedenen Kartendiensten mit der Position des Kulturdenkmals. Fehlt dieser Link, wurden die Koordinaten noch nicht eingetragen. Sind diese bekannt, können sie über ein Tool mit einer Kartenansicht einfach nachgetragen werden. In dieser Kartenansicht sind Kulturdenkmale ohne Koordinaten mit einem roten bzw. orangen Marker dargestellt und können durch Verschieben auf die richtige Position in der Karte mit Koordinaten versehen werden. Kulturdenkmale ohne Bild sind an einem blauen bzw. roten Marker erkennbar.
- Datierung: Baubeginn, Fertigstellung, Datum der Erstnennung oder grobe zeitliche Einordnung entsprechend des Eintrags in der sächsischen Denkmaldatenbank
- Beschreibung: Kurzcharakteristik des Kulturdenkmals entsprechend des Eintrags in der sächsischen Denkmaldatenbank, ggf. ergänzt durch die dort nur selten veröffentlichten Erfassungstexte oder zusätzliche Informationen
- ID: Vom Landesamt für Denkmalpflege Sachsen vergebene, das Kulturdenkmal eindeutig identifizierende Objekt-Nummer. Der Link führt zum PDF-Denkmaldokument des Landesamtes für Denkmalpflege Sachsen. Bei ehemaligen Kulturdenkmalen können die Objektnummern unbekannt sein und deshalb fehlen bzw. die Links von aus der Datenbank entfernten Objektnummern ins Leere führen. Ein ggf. vorhandenes Icon  führt zu den Angaben des Kulturdenkmals bei Wikidata.

## Ausführliche Denkmaltexte
1. ↑  Evangelische Pfarrkirche Hochkirch (Dehio – Handbuch der deutschen Kunstdenkmäler / Sachsen Band 1):
Auf einer Anhöhe stehende barocke Saalkirche mit Ostturm, umgeben von einem ummauerten Kirchhof mit Torbögen, 1717–20, der Turm 1750 errichtet. 1856 Neugestaltung des Innenraumes. Restaurierungen 1986 (außen), 1993 (Lehnsche Gruft).

Stattlicher Putzbau mit dreiseitig geschlossenem Chor und hohen Rundbogenfenstern sowie zweigeschossigen Logenbauten an der Nord- und Südseite und dreigeschossiger Vorhalle im Westen. An der Ostseite des Chores der kräftige, quadratische Turm mit oktogonalem Glockengeschoss, Welscher Haube und Zwiebellaterne. Beachtenswert an der Südseite die Lehnsche Gruft, mit Blumen und Rankengehängen reich geschmückter Erker auf toskanischen Säulen, halbrundes Giebelfeld mit Wappenrelief, in seitlichen Nischen zwei allegorische Figuren.

Der hell gestaltete Innenraum mit flacher, gekehlter Putzdecke. Zweigeschossige Holzemporen an der Nord- und Südseite sowie rundbogige, in die Wand integrierte Logen, eingeschossige Emporen im Osten und Westen, dort konvexe Orgelempore. An der Südseite als Brüstung der Lehnschen Loge ein breites Sandsteinrelief, Darstellung einer Ahnentafel der Familie von Gersdorf des 16. und 17. Jahrhunderts mit Wappenreihen, die Fassung modern.

Ausstattung: Neurenaissance-Altar aus Holz, 1856, unter Verwendung des Vorgängers von 1738. Dreieckgiebel und seitlich verkröpftes Gebälk mit Ranken geschmückt und von vier Säulen getragen, Predella mit Abendmahlsdarstellung nach Leonardo da Vinci (vermutlich vom ehemaligen Altar). Die Haupttafel mit auferstandenem Christus von Prof. Wichmann, 1856. Auf der Rückseite die frühere Altartafel von 1738, in einem gotisierend gemalten Rahmen Maria und Magdalena, dazwischen ein geschnitztes Kruzifix, bekrönende Kartusche mit dem Bild des Salvator mundi. Schlicht gefasste Holzkanzel, der polygonale Korb mit einfachen Profilierungen, der Schalldeckel mit bekrönenden Voluten und Taube. Massiger Taufstein aus Granit mit achteckiger Kuppa, vermutlich 13. Jahrhundert. Neuer kelchförmiger Taufstein aus schwarzem Marmor, wohl 1864. Eule-Orgel von 1890. Hinter dem Altar Denkmal mit lorbeerbekränzter Urne des in der Schlacht bei Hochkirch 1758 gefallenen Generalfeldmarschalls James Keith, um 1780. In der südlichen Vorhalle Denkmal für Christiane Beate Segling († 1691), Mädchengestalt mit aufwendigem Kleid hinter einer Brüstung mit Schrifttuch, oben links ein Kruzifix, rechts eine Vase mit Rosen und aus Wolken eine Hand mit Krone.
2. ↑  Rittergut und Gutspark Pommritz:

  - Geschichte: 1653 erste urkundliche Erwähnung eines Rittergutes, 1863 ging das Rittergut von den Erben des Carl Friedrich Wilhelm v. Zenker in das Eigentum der Landstände des Markgrafentums Oberlausitz über, 1864 Umwandlung des Rittergutes in eine landwirtschaftliche Versuchsstation, 1919 Übernahme des Gutes durch das Sächsische Staatsministerium für Wirtschaft und Arbeit und Umstrukturierung zu einer von drei landwirtschaftlichen Versuchsanstalten in Sachsen, 1945 Verlegung der Versuchsanstalt nach Leipzig-Möckern und Gundorf bei Leipzig, 1949 Umwandlung in ein volkseigenes Gut, seit 1992 Lebensgut Pommritz
  - Vorgarten am Schloss: repräsentativer Eingangsbereich nordwestlich des Schlosses mit zwei (Rot?-)Eichen und einer Eibe (Taxus baccata)
  - Gutspark: Einfriedungsmauer aus Bruchstein um den gesamten Gutspark, an der Ostgrenze entlang des Pommritzer Wassers streckenweise zerstört, Wegesystem nicht mehr ablesbar, südlich des Schlosses repräsentativer Übergang in den Gutspark über eine kleine Terrassen- und Treppenanlage aus Sandstein, oberhalb der östlichen Treppe kleines quadratisches Wasserbecken (um 1930 oder später), im östlichen Gutspark kleines Schwimmbecken mit Sandsteineinfassung, wertvoller Altgehölzbestand aus vorwiegend Stiel-Eichen (Quercus robur), Linde (Tilia spec.) und Spitz-Ahorn (Acer platanoides), Geophytenbestände aus Schneeglöckchen (Galanthus spec.), Buschwindröschen (Anemone nemorosa), außerdem Bestände von Kleinem Immergrün (Vinca minor)